# پاتریک ویرا
پاتریک ویرا (به فرانسوی: Patrick Vieira) (زاده ۲۳ ژوئن ۱۹۷۶ در داکار) بازیکن سابق و سرمربی فوتبال فرانسوی است که هدایت باشگاه فوتبال جنوا رو بر عهده دارد.
او در تیم‌های آ.ث. میلان، آرسنال، یوونتوس، اینتر میلان و منچستر سیتی بازی کرد وی همچنین یکی از منتخبان فیفا ۱۰۰ است.
او همچنین ۱۰۷ بازی ملی برای تیم ملی فوتبال فرانسه انجام داده‌است. همچنین به عنوان یکی از بهترین هافبک‌های نسل خود شناخته می‌شود.

## افتخارات
باشگاه فوتبال آث میلان
- سری آ: 1995–96

باشگاه فوتبال آرسنال
- پریمیر لیگ: 1997–98, 2001–02, 2003–04[۴]
- FA Cup: 1997–98, 2001–02, 2002–03, 2004–05
- FA Community Shield: 1998, 1999, 2002
- UEFA Cup runner-up: 1999–2000

باشگاه فوتبال اینتر میلان
- سری آ: 2006–07, 2007–08, 2008–09, 2009–10
- Supercoppa Italiana: 2006

 باشگاه فوتبال منچستر سیتی
- FA Cup: 2010–11

تیم ملی فوتبال فرانسه
- نایب قهرمانی جام جهانی ۲۰۰۶
- قهرمانی جام جهانی ۱۹۹۸
- قهرمانی جام ملت‌های اروپا ۲۰۰۰
- FIFA Confederations Cup: 2001

Individual
- Division 1 Rookie of the Year: 1995[۵]
- UEFA European Championship Team of the Tournament: 2000[۶]
- FIFA Confederations Cup Silver Ball: 2001[۷]
- FIFA World Cup All-star team: 2006[۸]
- PFA Team of the Year: 1998–99 Premier League, 1999–2000 Premier League, 2000–01 Premier League, 2001–02 Premier League, 2002–03 Premier League, 2003–04 Premier League
- Premier League Player of the Season: 2000–01[۴]
- UEFA Team of the Year: 2001[۹]
- France Football French Player of the Year: 2001[۵]
- Premier League Hall of Fame: 2022[۱۰]
- Premier League Overseas Team of the Decade: 1992–93 – 2001–02[۱۱]
- Premier League Overall Team of the Decade: 1992–93 – 2001–02[۱۱]
- Arsenal Player of the Season: 2000−01[۱۲]
- FIFA 100: 2004[۱۳]
- Sports Illustrated Team of the Decade: 2009[۱۴]
- UNFP 20 Year Special Team Trophy: 2011[۱۵]
- English Football Hall of Fame: 2014[۱۶]
- Golden Foot Legends Award: 2019[۱۷]